# Pleasure and Pain (Theatres des Vampires)
Pleasure and Pain è il settimo album della band Theatres des Vampires, pubblicato nel 2005. È l'ultimo album del gruppo con Roberto Cufaro alla chitarra.

## Tracce
1. Pleasure and Pain – 4:04
2. Never Again – 3:26
3. Rosa Mistero – 4:04
4. Solitude – 3:37
5. My Lullaby – 4:02
6. Forever in Death – 3:39
7. Let Me Die – 4:44
8. Black Mirror – 3:32
9. Reason and Sense – 5:32

## Formazione
- Sonya Scarlet - voce
- Gabriel Valerio - batteria
- Fabian Varesi - tastiere, voce
- Zimon Lijoi - basso, voce
- Count Morgoth (Roberto Cufaro) – chitarra elettrica e acustica